# Almont (Dakota Północna)
Almont – miasto w Stanach Zjednoczonych, w stanie Dakota Północna, w hrabstwie Morton.